# ¿Qué edad tiene tu cuerpo?
¿Qué edad tiene tu cuerpo? es una serie de televisión británica del género docu-reality show que sigue a un grupo de jóvenes que han llevado una vida de excesos y que son sometidos a una batería de exámenes médicos para determinar la edad de cada uno de sus órganos, y con ello, saber su edad biológica.

## Argumento
El programa sigue a jóvenes que en toda su vida han llevado una vida de excesos y que son sometidos a una batería de exámenes médicos para determinar la edad de cada uno de sus órganos que sea necesario, y con ello, saber su edad biológica.
El objetivo final es, a través de la ciencia, revertir los grandes daños que el alcohol, la mala comida y las drogas han provocado en sus vidas, y volverlos en personas saludables.
- Datos: Q6172464